# Sibila Délfica
La Sibila Délfica (en italiano, Sibilla Delfica) o Sibila de Delfos, es un fresco del pintor renacentista italiano Miguel Ángel en la Capilla Sixtina (Ciudad del Vaticano). Data del año 1509. Mide 350 centímetros de alto y 380 cm de ancho. Como su nombre indica, la pintura representa a la Sibila Délfica de la mitología grecorromana.
El fresco forma parte de una serie puesta en la base de la capilla sixtina en la que figuran, alternándose, los profetas del Antiguo Testamento junto a las Sibilas paganas. Estos profetas y sibilas ocupan espacios triangulares, y son las figuras más grandes del conjunto de la Bóveda de la Capilla Sixtina. La iconografía católica bajomedieval y renacentista mantenía las sibilas porque consideraban que estando dotadas de la facultad de ver el futuro, anunciaron la llegada de Cristo.
Todo este zócalo de sibilas y profetas conduce ópticamente desde el bajorrelieve (comenzando por Zacarías) hasta la figura exenta (Jonás). La sibila de Delfos pertenece a la primera parte de esta evolución, pero presenta ya una clara tendencia a separarse de la arquitectura pintada.

## Descripción del cuadro
Fue creada en 1500. La figura está sentada, como las otras Sibilas y los profetas, sobre un trono de piedra o mármol, y entre dos pilares con dos columnillas de oro cada uno. En los pilares de mármol están pintadas esculturas simuladas de pequeños amorcillos desnudos. No obstante, aquí los amorcillos no se representan en línea, sino siguiendo una diagonal que lleva al interior del cuadro. Con este efecto logra separar la figura del fondo arquitectónico. Debajo de ella aparece su nombre en latín: DELPHICA.
La figura tiene el cuerpo girado hacia la izquierda, preocupada por desenrollar un pliego que contiene la profecía, con el brazo izquierdo doblado por delante. Sin embargo, la cabeza se gira hacia la derecha, con expresión de sorpresa, casi como si viera el advenimiento de Jesucristo que confirma la profecía. Este giro del cuerpo hacia un lado y la cabeza hacia otro es típico del Tondo Doni, pero aquí tiene aún más fuerza. Un manto azul y naranja le ciñe las espaldas y la túnica verde claro, mientras que en la cabeza tiene una tela azul. Es un colorido frío, que recuerda a una escultura de mármol policromado. 
Como el resto de las pinturas de Miguel Ángel, la figura es escultórica, con estudio de la anatomía, aunque su complexión corresponde más a la de un joven musculoso. La cara de la Sibila es muy similar a la de las Madonnas que Miguel Ángel realizó en su juventud. Es probablemente la Sibila más joven y bella de las que se presentan en la bóveda.
Detrás de ella se encuentran dos niños asistentes desnudos, uno de ellos mirando y el otro detrás sosteniendo un libro que contiene, seguramente, alguna profecía de esta Sibila.